# Productos Mendoza
Productos Mendoza, S.A. de C.V. est un fabricant mexicain d'armes à air comprimé et d'armes à feu conventionnelles, dont le siège se trouve dans la municipalité de Xochimilco, à Mexico. Elle est fondée en 1911 par Rafael Mendoza Blanco (es). À l'origine, Productos Mendoza fabrique des armes à feu pour les troupes commandées par le général Francisco Villa pendant la Révolution mexicaine.
Aujourd'hui, elle fabrique la mitraillette Mendoza HM-3 (es) de calibre 9 mm, utilisée par la police et les forces de sécurité au Mexique, ainsi que le Puma, un fusil semi-automatique avec un chargeur pour balles de .22 Long Rifle. En 1934, elle fabriquait la mitrailleuse Mendoza C-1934 (es), qui a servi à l'armée et à la marine.
En 1970, Productos Mendoza commence à produire des carabines à air comprimé et des munitions, en raison de la loi fédérale sur les armes à feu et les explosifs qui affecte considérablement l'industrie des armes à feu au Mexique.

## Produits

### Armes à feu
- Mendoza HM-7
- Mendoza PM-1 (es)
- Mendoza HM-3 (es)
- Mendoza C-1934 (es)
- Mendoza RM2 (es)
- Mendoza PK-62 (es)
- Mendoza Puma (es)
- Mendoza Lince
- Mendoza Jaguar
- Mendoza Venado
- Mendoza Coyote

### Armes à air comprimé
- PK-62-3 Derringer (es)
- PK-62-L (es)
- PK-62-C (es)
- PK-62-10 Bunt Line (es)
- M-990
- M-991 Cobra
- F-5 Cowboy
- RM-650
- RM-10
- RM-100
- RM-1000
- Black Hawk
- RM-1600
- RM-200
- RM-2000 (es)
- RM-2003 (es)
- RM-2800 (es)
- RM-600 (es)
- RM-800 (es)
- RM-450-L
- RM-450-C
- RM-3000 Golden Scorpion (es)
- F-6 Spider
- F-7 Spider X
- F-8 Bronco
- F-9 lince
- F-10 Wolf
- F-11 Jaguar (es)
- F-14 Black Bird
- F-14 Fire Fox
- F-15 Tornado (es)
- F-16 Panther
- F-18 Terminator (es)
- F-22 Raptor (es)
- F-23 Black Scorpion (es)
- Xtreme (es)
- Squad 10
- Squad 100
- Comander 10
- Comander 100
- Safari 10
- Safari 100